# Guerra de Kalmar
La Guerra de Kalmar fou una guerra entre l'Imperi Suec i el Regne de Dinamarca i Noruega que va durar des de 1611 fins 1613.
Dinamarca dominava l'estret entre el Mar Bàltic i el Mar del Nord. Suècia va buscar una ruta alternativa per Noruega per no haver de pagar tribut a Dinamarca. Per fer-ho va fixar-se en la despoblada terra de Lappland. El 1607, Carles IX de Suècia es declarà "Rei dels Lapps a Norland" i començà a "recaptar" impostos en territori noruec, fins i tot al sud de Tromsø.
Ja que els tributs al vaixells mercants eren la principal font d'ingressos danesa, aquest país no va veure gens bé l'establiment d'una nova ruta comercial, especialment per territori noruec, i va protestar.
El rei suec Carles IX va ignorar les protestes de Cristià IV de Dinamarca i Noruega. Finalment, el 1611 Dinamarca va envair Suècia. Un exèrcit de 6.000 homes assetjà i conquerí Kalmar. Les tropes noruegues van rebre ordres expresses de no intervenir.
El 20 d'octubre el rei de Suècia morí, i va ser succeït pel seu fill, Gustau Adolf. Aquest oferí la pau als seus enemics, però el monarca danès va voler aprofitar-ho per reforçar els números dels seus soldats.
Anglaterra i els Països Baixos també havien invertit en el comerç del Mar Bàltic, i pressionaren Dinamarca per evitar una victòria decisiva. Els danesos, tot i que ben equipats, havien abusat massa de l'ús de mercenaris, i a causa del mal estat dels seus cofres van acceptar signar el Tractat de Knäred, el 20 de gener de 1613.
El resultat de la guerra va ser la tornada a la situació inicial, amb Lapònia integrada a Noruega (i per tant sota domini danès). A més, Suècia hagué de pagar un important rescat per dues fortaleses capturades. No obstant això, Suècia va aconseguir el lliure pas de mercaderies per l'Øresund, com ja tenien Anglaterra i els Països Baixos.
Com a anècdota cal dir que la derrota del coronel Sinclair a la vall de Gudbrandsdal per homes reclutats a Lesja, Dovre, Vaage (Vågå), Fron, Lom i Ringebu va ser la batalla més important a Noruega.